# Rafael Reis
Rafael Ferreira Reis (Setúbal, 15 luglio 1992) è un ciclista su strada portoghese che corre per il team Anicolor-Tien 21. Specialista delle cronometro, ha vinto numerose tappe al Giro del Portogallo e partecipato ai Mondiali 2021.

## Palmarès

### Strada
- 2009 (Juniores)

Campionati portoghesi, Prova a cronometro Junior
- 2010 (Juniores)

3ª tappa, 1ª semitappa Corsa della Pace Juniores
Campionati portoghesi, Prova a cronometro Junior
Campionati portoghesi, Prova in linea Junior
- 2013 (Ceramica Flaminia-Fondriest, una vittoria)

Campionati portoghesi, Prova a cronometro Under-23
- 2014 (Banco BIC-Carmim, una vittoria)

Campionati portoghesi, Prova a cronometro Under-23
- 2016 (W52-FC Porto, due vittorie)

Prologo Troféu Joaquim Agostinho (Turcifal > Turcifal, cronometro)
Prologo Volta a Portugal (Oliveira de Azeméis > Oliveira de Azeméis, cronometro)
- 2018 (Caja Rural-Seguros RGA, due vittorie)

Prologo Troféu Joaquim Agostinho (Turcifal > Turcifal, cronometro)
Prologo Volta a Portugal (Setúbal > Setúbal, cronometro)
- 2021 (Efapel, quattro vittorie)

Prologo Volta a Portugal (Lisbona > Lisbona, cronometro)
1ª tappa Volta a Portugal (Torres Vedras > Setúbal)
7ª tappa Volta a Portugal (Felgueiras > Braganza)
10ª tappa Volta a Portugal (Viseu > Viseu, cronometro)
- 2022 (Glassdrive Q8 Anicolor, tre vittorie)

Campionati portoghesi, Prova a cronometro
Prologo Volta a Portugal (Lisbona > Lisbona, cronometro)
Giochi del Mediterraneo, Prova a cronometro Elite
- 2023 (Glassdrive Q8 Anicolor, due vittorie)

Prologo Troféu Joaquim Agostinho (Turcifal > Turcifal, cronometro)
Prologo Volta a Portugal (Viseu > Viseu, cronometro)
- 2024 (Sabgal-Anicolor, due vittorie)

Prologo Grande Prémio Internacional de Torres Vedras-Troféu Joaquim Agostinho (Turcifal > Turcifal, cronometro)
Prologo Volta a Portugal (Águeda > Águeda, cronometro)
- 2025 (Anicolor-Tien 21, tre vittorie)

Prologo Grande Prémio Internacional de Torres Vedras-Troféu Joaquim Agostinho (Turcifal > Turcifal, cronometro)
Prologo Volta a Portugal (Maia > Maia, cronometro)
10ª tappa Volta a Portugal (Lisbona > Lisbona, cronometro)

#### Altri successi
- 2021 (Efapel)

Classifica a punti Volta a Portugal
- 2023 (Glassdrive Q8 Anicolor)

1ª tappa Grande Prémio Abimota (Proença-a-Nova > Proença-a-Nova, cronometro)
Classifica generale Grande Prémio Abimota
Classifica generale Grande Prémio Jornal de Notícias

## Piazzamenti

### Grandi Giri
- Vuelta a España

2017: 132º

### Competizioni mondiali
- Campionati del mondo

Mosca 2009 - Cronometro Junior: 21º
Offida 2010 - Cronometro Junior: 6º
Offida 2010 - In linea Junior: 7º
Toscana 2013 - Cronometro Under-23: 34º
Ponferrada 2014 - Cronometro Under-23: 4º
Ponferrada 2014 - In linea Under-23: 46º
Fiandre 2021 - Cronometro Elite: 30º
Fiandre 2021 - In linea Elite: ritirato

### Competizioni europee
- Campionati europei

Ankara 2010 - Cronometro Junior: 6º
Ankara 2010 - In linea Junior: 3º
Offida 2011 - Cronometro Under-23: 38º
Offida 2011 - In linea Under-23: ritirato
Goes 2012 - Cronometro Under-23: 64º
Goes 2012 - In linea Under-23: 66º
Olomouc 2013 - Cronometro Under-23: 19º
Olomouc 2013 - In linea Under-23: ritirato
Nyon 2014 - Cronometro Under-23: 15º
Nyon 2014 - In linea Under-23: 40º
Herning 2017 - Cronometro Elite: 24º
Herning 2017 - In linea Elite: ritirato
Plouay 2020 - Cronometro Elite: 20º
Plouay 2020 - In linea Elite: 87º
Trento 2021 - Cronometro Elite: 14º
Trento 2021 - In linea Elite: ritirato
- Giochi europei

Baku 2015 - Cronometro: 19º
Baku 2015 - In linea: ritirato